# عمر باخشوين
عمر باخشوين، لاعب كرة قدم سعودي سابق.
هو عمر عبد الله عمر باخشوين, مواليد 1962م في الدمام كان يلعب مع نادي الإتفاق السعودي, ومثل أيضاً المنتخب السعودي.
لعب باخشوين بقميص الاتفاق لمدة 20 عاماً منذ 1982 وحتى 2002 كان خلالها أحد أفرا الجيل الذهبي للنادي الشرقاوي وحقق معه الكثير من البطولات.
وعمر هو جناح أيسر طائر. سلاسة تمريراته وتنقلاته في الملاعب جعلت الجماهير الاتفاقية تطلق عليه لقب (النحلة), وبدأت مسيرته عام 1982 حيث لعب مع الفريق الأول وهو لم يتجاوز 18 عاماً وسط نجوم كبار.
وكانت موهبة باخشوين قد فرضت نفسها ليكون أحد الركائز الاساسية في تشكيلة الفريق الاتفاقي وساهم في تحقيق الاتفاق لأول لقب في تاريخه, وهو الدوري السعودي الممتاز عام 82م.
وتوالت بعد ذلك البطولات المحلية والخارجية, واختير عمر باخشوين ضمن كتيبة المنتخب السعودي في تصفيات اولمبياد لوس انجلوس وكان قد ساهم في تأهل الأخضر لأول مرة إلى الأولمبياد, كما شارك في كأس الخليج عام 84م.
استمر باخشوين نجماً في صفوف الاتفاق حتى عام 2002 حيث اعتزل الكرة وهو قائداً للفريق, وتوجه لمجال التدريب وحصل على العديد من الدورات التدريبيه على المستوى القاري والمستوى الدولي, عمل في عدة مهام إداريه وفنية عبر ناديه والمنتخب السعودي.
وهو يعمل منذ 2010 إلى 2018 مدرباً للمنتخب السعودي لكرة القدم في الفئات السنية.
عين مديرا للمنتخب السعودي الأول في كأس العالم 2018 و كان علامة بارزة في عودة الروح و التعامل النفسي المميز مع اللاعبين بعد الخسارة القاسية في المباراة الأولى أمام روسيا.
و هو يشغل الآن منصب نائب رئيس مجلس إدارة نادي الاتفاق السعودي.

## اسهاماته كلاعب
- مع الاتفاق:
- بطولة الدوري السعودي عام 1982
- البطولة الخليجية للفرق عام 1983 والتي أقيمت في الدوحة.
- البطولة العربية عام 1984 والتي توج الاتفاق بطلا لها في الدمام
- بطولة كاس الملك عام 1985
- بطولة الدوري السعودي عام 1987
- البطولة الخليجية للفرق عام 1988 والتي أقيمت بالشارقة
- البطولة العربية للفرق في المغرب عام 1988م.
- كأس الأمير فيصل بن فهد 1410 هـ
- أفضل لاعب في الدوري السعودي مرتين

- مع المنتخب:
- التأهل لالومبياد لوس انجليس 1984

## اسهاماته كمدرب
- تحقيق كأس الخليج مع منتخب الناشئين مرتين 2011 و2012م.
- تحقيق كأس العرب مع منتخب الناشئين عام 2011م.
- التأهل بمنتخب الناشئين لكاس آسيا 2012 بإيران.

## روابط خارجية
- عمر باخشوين على موقع أوليمبيديا (الإنجليزية)